# Helcogramma striata
Helcogramma striata är en fiskart som beskrevs av Hansen, 1986. Helcogramma striata ingår i släktet Helcogramma och familjen Tripterygiidae. IUCN kategoriserar arten globalt som livskraftig. Inga underarter finns listade i Catalogue of Life.